# Génat
Génat település Franciaországban, Ariège megyében. Lakosainak száma 24 fő (2022. január 1.). Génat Alliat, Gourbit, Lapège, Quié, Rabat-les-Trois-Seigneurs és Tarascon-sur-Ariège községekkel határos.

## Népesség
A település népességének változása:
| Lakosok száma | 40   | 27   | 20   | 32   | 21   | 21   | 21   | 22   | 23   | 24   |
|               | 1968 | 1982 | 1990 | 2006 | 2013 | 2015 | 2017 | 2019 | 2020 | 2022 |